# Gérard Kikoïne
Pour les articles homonymes, voir Kikoïne.
Gérard Kikoïne est un réalisateur, producteur et monteur français né dans le 17e arrondissement de Paris le 30 mars 1946, connu également sous les pseudonymes d'Alex Bakara et Sacha Nudamko.

## Biographie
Il débute chez son père Léon Kikoïne comme monteur-son dans le doublage de films (plus de 200) puis monteur-images et son sur une vingtaine de films. Les rencontres déterminantes de ses années d’apprentissage : Abel Gance, remontant à 82 ans son Napoléon massacré par les producteurs. Il travaille comme assistant-monteur avec des réalisateurs comme Fernando Arrabal, Yves Boisset ou encore Joël Séria. 
Passant du montage son au montage image, après avoir travaillé sur une dizaine de films de Jesús Franco, auquel la Cinémathèque française a rendu hommage en 2008. Il réalise et produit son premier long métrage en 1974 : L'Amour à la bouche dont il confie la musique au compositeur Ted Scotto (sous le pseudonyme de Yan Tregger). Il se spécialise dans le genre pornographique, réalisant près de vingt-cinq films en dix ans parmi lesquels : Parties fines, Dans la chaleur de Saint-Tropez, Bourgeoise et… pute ! et Bon chic, bon genre, mais… salopes !.
Ses films sont projetés dans les salles Alpha France et totalisent environ quatre millions d'entrées.
Il se tourne à la fin des années 1980 vers la télévision, signant notamment un épisode du Commissaire Moulin. Au cinéma, il réalise plusieurs fictions dont Dragonard et Le Maître de Dragonard Hill avec Oliver Reed et Eartha Kitt, L'Emmuré vivant avec Robert Vaughn, John Carradine et Donald Pleasence et un Docteur Jekyll et M. Hyde, d'après l’œuvre de Robert Louis Stevenson, avec Anthony Perkins dans le rôle-titre. Il travaille régulièrement pendant toutes ces années avec la même équipe de collaborateurs.
Il se consacre ensuite à la télévision, à la publicité et à des recherches personnelles sur des docu-fictions et des programmes courts : Autant le savoir, J'me sens coupable, etc.
Son œuvre, largement réévaluée depuis les années 2000, lui a valu d'être invité à plusieurs reprises à témoigner lors de projections et conférences, notamment à la Cinémathèque de Toulouse et à la Cinémathèque royale de Belgique à Bruxelles.
Son livre Kikobook publié en 2016 a fait l'objet d'un financement participatif via le site Ulule.
Il est le père de l'actrice Elsa Kikoïne.

## Filmographie

### Réalisation
- 1974 : L'Amour à la bouche (coréalisé avec Alex Nubbar et Alain Van Damme), avec Nadine Perles et Albane Navizet
- 1977 : Parties fines / Indécences 1930 / Indécences, avec Brigitte Lahaie, Alban Ceray et Dominique Aveline
- 1978 : Jouir ! / L'Infirmière, avec Alban Ceray, Michel Tureau, Dominique Aveline et Morgane
- 1978 : Entrechattes / Deux sœurs lubriques / Contraintes par corps, avec Agnès Lemercier & Gilbert Servien
- 1978 : Tout pour jouir / La Vitrine du plaisir / Hot Action, avec Pascale, Alban Ceray, Richard Allan  et Brigitte Lahaie
- 1978 : Retourne-moi c'est meilleur, avec Marilyn Jess, Piotr Stanislas, Guy Bérardant, Gil Lagardère
- 1978 : La Clinique des fantasmes / La Clinique des phantasmes, avec Brigitte Lahaie, Richard Allan, Guy Bérardant et Alban Ceray
- 1979 : Prison très spéciale pour femmes, avec Olinka Hardiman, Piotr Stanislas et Gabriel Pontello
- 1979 : Enquêtes (ou Enquête 666) (ou Paris Telefon 666) / Enquêtes spéciales sur couples pervers / Call girls de luxe, avec Piotr Stanislas et Brigitte Lahaie
- 1980 : Greta, Monika et Suzelle / Love théâtre / Théâtre de l'amour, avec Catherine Ringer, Guy Bérardant et Dominique Saint Claire
- 1980 : Hôtel pour jeunes filles, avec Mika Barthel, Guy Bérardant et Dominique Saint Claire
- 1980 : Initiation au collège / SUS au prof, avec Brooke West et Desiree Cousteau
- 1980 : Vacances à Ibiza, avec Marilyn Jess, Piotr Stanislas et Gil Lagardère
- 1981 : Dolly, l'initiatrice / The Tale of Tiffany Lust (coréalisé avec Radley Metzger), avec Dominique Saint Claire et Veronica Hart
- 1981 : Chaudes adolescentes / Ballets roses / La Rabatteuse, avec Marilyn Jess et Alban Ceray
- 1981 : Parties très spéciales, avec Brigitte Lahaie et Richard Allan
- 1981 : Adorable Lola / Journal intime d'une jeune fille en chaleur, avec Marilyn Jess et Piotr Stanislas
- 1981 : La Fille à tout faire / Les Petites nymphettes / Sweet Young Girls, avec Ulrike Maas, Guy Bérardant, Richard Allan,
- 1982 : Journal intime d'une nymphomane, avec Dominique Saint Claire, Morgan et Desiree Cousteau
- 1982 : Dans la chaleur de Saint-Tropez/ Attention fillettes ! / Les vacances amoureuses de Karine, avec Marilyn Jess et Alban Ceray
- 1982 : Crazy girls / Les Amies de papa / Teenager in Love (coréalisé avec Alan Vydra), avec Marilyn Jess et Désiré Bastareaud
- 1982 : Bourgeoise et pute, avec Cathy Ménard et Gilbert Servien
- 1982 : Fantasmes très spéciaux, avec Cathy Ménard et Jean-Pierre Armand
- 1982 : Maison de plaisir / Bordel pour femmes, avec Guy Bérardant, Joël Charvier, Sandrine Pernelle
- 1982 : Les Clientes / Amours parisiennes, avec Cathy Stewart et Richard Allan
- 1983 : Les Délices du tossing, avec Cathy Stewart et Patricia Samba
- 1983 : Bon chic, bon genre, mais… salopes!!, avec Marilyn Jess et Marie-Christine Chireix
- 1983 : Lady Libertine, avec Christopher Pearson, Jennifer Inch, Emmanuel Karsen et Sophie Favier
- 1984 : La Ronde de l'amour, avec Marie-France et John Sibbit
- 1985 : Le Feu sous la peau, avec Lydie Denier et Philippe Mareuil
- 1987 : Dragonard (Dragonard Hill), avec Oliver Reed et Eartha Kitt
- 1987 : Le Maître de Dragonard Hill (Master of Dragonard Hill), avec Oliver Reed, Eartha Kitt et Herbert Lom
- 1989 : Docteur Jekyll et M. Hyde (Edge of Sanity), avec Anthony Perkins
- 1990 : L'Emmuré vivant (Buried Alive), avec Robert Vaughn, Donald Pleasence et John Carradine

### Documentaire
- 1976 : Ciné clacs / Les grands succès de la pornographie (coréalisé avec Patrice Chapman)

### Montage image et son
- 1972 : Les Ébranlées / Maison du vice de Jesús Franco
- 1973 : Le Journal intime d'une nymphomane de Jesús Franco
- 1973 : Les Gloutonnes / Les Exploits érotiques de Maciste dans l'Atlantide / Maciste et les Gloutonnes de Jesús Franco
- 1973 : Maciste contre la reine des Amazones / Les Amazones de la luxure de Jesús Franco
- 1974 : Plaisir à trois de Jesús Franco
- 1974 : La Comtesse perverse de Jesús Franco
- 1974 : Les Possédées du diable / Lorna, l'exorciste / Caresses de chattes de Jesús Franco
- 1975 : Les Théâtres érotiques de Paris de Robert de Nesle
- 1975 : Mes nuits avec... Alice, Pénélope, Arnold, Maud et Richard de Didier Philippe-Gérard
- 1975 : Le Sexe qui parle de Claude Mulot
- 1975 : Prostitution clandestine d'Alain Payet
- 1976 : Shocking! de Claude Mulot
- 1976 : La Rage de jouir / Extases extra-conjugales de Claude Mulot
- 1977 : Les Hôtesses du sexe de Didier Philippe-Gérard
- 1979 : Coco la Fleur, candidat de Christian Lara
- 1980 : L'Immorale de Claude Mulot

### Divers
- 1964 : Les Deux Orphelines (Le due orfanelle) de Riccardo Freda (assistant-monteur son)
- 1965 : L'Amour à la chaîne de Claude de Givray : (assistant-monteur son)
- 1967 : Coplan ouvre le feu à Mexico de Riccardo Freda (assistant-monteur image et son)
- 1968 : Coplan sauve sa peau d'Yves Boisset (assistant-monteur image et son)
- 1970 : Mektoub d'Ali Ghalem (assistant-monteur image et son)
- 1970 : Mais ne nous délivrez pas du mal de Joël Séria (seulement doublage)
- 1971 : Viva la muerte de Fernando Arrabal (assistant-monteur image et son)
- 1973 : J'irai comme un cheval fou de Fernando Arrabal (assistant-monteur image et son)
- 1973 : Les Charnelles / Émotions secrètes d'un jeune homme de bonne famille de Claude Mulot (seulement doublage)

### Télévision
- 1990 : Commissaire Moulin, épisode Match nul

## Festivals
- 2013 : Membre du jury au festival Hallucinations collectives de Lyon
- 2013 : Membre du jury courts-métrages, au 4e festival international du film fantastique d'Audincourt, Bloody week-end

## Publication
- 2016 : Kikobook (avec la collaboration de Didier Philippe-Gérard), Montreuil, Éditions de l'Œil[3],[4].